# Coprosma rotundifolia
Coprosma rotundifolia är en måreväxtart som beskrevs av Allan Cunningham. Coprosma rotundifolia ingår i släktet Coprosma och familjen måreväxter. Inga underarter finns listade i Catalogue of Life.